# Jim Jarmusch
Jim Jarmusch (født 22. januar 1953) er en amerikansk filminstruktør og manuskriptforfatter, der har lavet en række anmelderroste film uden om Hollywoods produktionsapparat.

## Biografi
Jim Jarmusch er født i Akron, Ohio, og han begyndte en uddannelse på New York Universitys filmskole, men han afbrød den, og brugte i stedet sit stipendium på at lave sin første film i 1980 med titlen Permanent Vacation. Gennembruddet kom med Stranger Than Paradise fra 1984, der vakte opmærksomhed med sin specielle underdrejede humor i en ellers dramatisk film med eksistentialistiske toner.
Jarmusch' navn blev slået fast blandt filmkendere med Down by Law fra 1986, og siden er kommet en række film, der ikke følger de slagne veje i filmbranchen, blandt andet har han lavet film i sort/hvid.
I 2005 nåede han et stort publikum med Broken Flowers, som han i lighed med langt de fleste af sine øvrige film også har skrevet manuskript til.
Jim Jarmusch har med jævne mellemrum optrådt som skuespiller i mindre roller i kollegers film.

## Filmografi
Herunder følger de vigtigste film, som Jim Jarmusch har skrevet og instrueret.
- Permanent Vacation (1980)
- Stranger Than Paradise (1984)
- Down by Law (1986)
- Mystery Train (1989)
- Night on Earth (1991)
- Dead Man (1995)
- Year of the Horse (dokumentarfilm om Neil Young på turné, kun instruktion – 1997)
- Ghost Dog: The Way of the Samurai (1999)
- Ten Minutes Older (et filmprojekt med mange forfattere og instruktører – 2002)
- Coffee and Cigarettes (2003)
- Broken Flowers (2005)
- Limits of Control (2009)
- Only Lovers Left Alive (2013)
- Paterson (2016)

## Priser og hædersbevisninger
Jim Jarmusch har modtaget en række hædersbevisninger, herunder:
- 1984: Det Gyldne Kamera ved filmfestivalen i Cannes for Stranger Than Paradise
- 1988: Bodil for Down by Law som bedste ikke-europæiske film
- 1988: Robert for Down by Law som årets udenlandske spillefilm
- 1989: Bedste kunstneriske bidrag ved filmfestivalen i Cannes for Mystery Train
- 1993: Bedste kortfilm ved filmfestivalen i Cannes for Coffee and Cigarettes III
- 1995: Screen International Award ved European Film Awards for Dead Man
- 2005: Juryens Grand Prix ved filmfestivalen i Cannes for Broken Flowers